# Liste von Märchen aus Amerika
Diese Liste enthält Märchen und Märchen-Sammlungen aus Amerika. Für die Hauptliste, siehe Liste von Märchen.

## Amerika
Die Märchen der Weltliteratur – Indianermärchen aus den Kordilleren – Märchen der Araukaner. Eugen Diederichs Verlag, Düsseldorf/Köln 1956, Bertha Koessler-Ilg (Samm. und Übert.).
- Die Insel der Riesen (Als Ollal zum zweiten Mal geboren wurde)
- Warum der Yerbastrauch nicht eingehen kann
- Die Blume Quihuel-Quihuel, die dem Gott gehörte
- Quintral (Ütriu), die Schmarotzerpflanze, und Külon, der Makibusch
- Wie der Stechapfel entstand
- Ursprung des Frauenschuhs
- Sonne, Edelweiß und rote Beeren
- Die fliegende Insel und der Vater aller Bäume
- Vom Urwaldbaum Ñulñu und vom Chiukü, dem Schreibussard
- Das Gold, das aus der Erde kam: Der Mais
- Die Geschichte vom König Roble, dem barmherzigen Baum
- Der Schatten des Litribaumes
- Fillkuñ-Mamill: In Pflanzen verzauberte Reptilien
- Der alte Zauberer Pichivele und der Litribaum
- Ñanku-Lahuén, die wundertätige Pflanze
- Der zum Höhenzug von Chapelco gehörende Berg Kuru Mahuida (Der zürnende Geist vom Berge Furilamcha)
- Püchü Acháwall, das arme Hühnchen, das Marinamun genannt wurde
- Die in Kalchakura verwandelte Braut des Magiers
- Der Fuchs und der Hase
- Ein Mißgriff bei der Schöpfung
- Die taubstummen Enten im Flusse Hueñohueño
- Die Möwe Kaulle und ihr Mann Chelle
- Der Vogel Keshkeshéñ, der Grünes Fohlen heißt
- Der Adoptivsohn des Fuchses
- Der Huron und sein Fluch
- Der Honigräuber
- Woher die Kolibris stammen
- Der Löwe stellt die Füchsin als Hausgehilfin ein
- Fücha Wentru und die goldene Mara
- Die Giftschlange im weissagenden Krug
- Als die Männer Frauen wählen wollten
- Der Mann, der Threngthreng hieß (Schöpfung, Sonne und Mond, Sintflut; Menschen und Tiere der Schöpfung; Der Berg der Schöpfung; Der Helfer Threngthreng)
- Als der Gott der Mapuche die Huinka versteinerte
- Fücha Wentru und seine Lieblinge, die Indianer
- Als die Adler die Sonne trugen
- Als der Flamingo die versteckte Sonne suchte (Von Sternbildern und wie der Indianer sie erklärt)
- Über Schnee, Eisberge, Trockenheit, Weltende (Der König, sein Sohn und die Eisberge)
- Kila Changuell, die Grotte der drei Finger
- Die Zauberpriesterin in der Rukalil
- Chilchuma, der erloschene Vulkan
- Die schwarzen Gespensterhunde von Lolog
- …Die Sonne wird uns trauen und der Lonko
- Wo stand die Wiege der Indianer?
- Die Dynastie Namunkura und der heilige Stein
- Der sprechende Abgott aus Stein
- Pena-Dura und Wichan-Alwe
- Das ertappte Schleckmaul und die Zauberin
- Der große Wanderer Huekufu und die heilige Seele
- In der Unterwelt; der Tränenfluß und seine Fähre
- Als die sausende Weltmaschine entdeckt wurde
- Als die Huinka kamen. Die Indianer vergessen nichts und nie
- Der anmaßende Zauberer von Tinguiririca
- Der lehmfarbige Stier, der Toro de oro
- Der Indianer, der nicht an das Schattenreich unter der Erde glaubte
- Wie die Zauberin ein Pferd heilte
- Warum die Medizin der hundert Heilmittel nicht wirkte
- Das weißlederne Laken der Königstochter
- Der Geist des Goldes und der Mapuche Kilpolemu
- Als der Fücha Latramenguen, der große Zauberer, heiraten wollte, geschah es …
- Etwas über Luftveränderung und andere seltsame Dinge
- Die Geschichte des Cristo Colón
- Die Alten im Sumpfe und die drei Brüder
- Die drei Königstöchter
- Der Riese Wentru Malén rächt sich an der Kordillere
- Die Äffin als Ehefrau
- Wie die mutwilligen Raben von Melirüpü den Eifersüchtigen täuschten
- Die arme Ñuke mit ihren drei Töchtern
- Als die Kinder Bellender Wald und Blaues Moor ausgesetzt wurden
- Von einer Taube, Viermeilenstiefeln und anderen Dingen
- Kalkuhueke, der ruhlos geisternde Schatten
- Die sechs Fragen, die der Weiße und die sechs, die der Indianer stellte

## Nordamerika
Karl Knortz, Märchen und Sagen der Indianer Nordamerikas, Costenoble, Jena 1871.
- Das weiße Steinkanu
- Onawutakuto
- Schinschibiß
- Unätsi
- Die Osagen oder der Stamm, der einer Schnecke entsprang (auch Die Osages)
- Von dem Knaben, der die Sonne in einer Schlinge fing (auch Von dem Knaben, welcher die Sonne in einer Schlinge fing)
- Omakaki Ikwe oder die Krötenfrau
- Boschkwädosch
- Miskwandib oder Rotkopf und seine beiden Söhne
- Wäwäbisowin oder die Schaukel am Seeufer
- Matschi Manito oder der böse Geist
- Der kleine Geist
- Ängodon und Näwadaha
- Muwis oder der Dreck- und Lumpenmann
- Das Nordlicht
- Memoiren der Tschigeunegon-Prophetin Odschi Wein Akwot Okwä
- Der Magier vom Huronsee
- Kosmogonische Traditionen der Wyandot-Indianer (auch Der Ursprung der Wyandott-Indianer)
- Kosmogonie der Algonkins
- Eine „medizinene“ Insel
- Wie der Ontonagon-Fluß seinen Namen bekam
- Ein Großschnabel
- Der Rabe und der Specht
- Der Häuptling Eschkwägonäbei
- Eine Geschichte, die mit einer Moral endet (auch Menabuscho)
- Nebäkwäms Traum
- Ein teuflischer Tanzmeister
- Die Geschichte des Rotfuchses (auch Geschichte des Rotfuchses)
- Schischib
- Tschibi oder die zwei fettessenden Geister
- Packwadschininis
- Bibon und Sigwan oder Winder und Frühling
- Akukodschisch oder die Familie der Ferkelkaninchen
- Opitschi oder die Entstehung des Rotkehlchens
- Die himmlischen Geschwister
- Odschig Annang oder der Sommermacher
- Schihm oder der Wolfsbruder
- Mitscha-Makwe oder der Krieg mit dem Riesenbären, der den Wampumgürtel besaß (auch Mitscha-Makwe oder der Krieg mit dem Riesenbären)
- Der rote Schwan
- Tauwantschiheskwä oder die weiße Feder
- Jena, der Wanderer oder das magische Päckchen
- Mischoscha oder der Magier vom Oberen See (auch Mischoscha oder der Magier vom Superiorsee)
- Die sechs Falken oder der gebrochene Flügel (auch Die sechs Falken oder der zerbrochene Flügel)
- Wing oder der Schlafgott
- Boquena oder der Magier mit dem Buckel
- Aggodägadä oder der Mann mit dem aufgebundenen Bein (auch Aggodägadä oder der Mann mit dem aufgebundenen Beine)
- Lilina
- Onwi Bämondang
- Iskodä oder der Präriejunge, welcher Sonne und Mond besuchte
- Heno, der Donnerer
- Rede eines Seneca-Medizinmanns an den Großen Geist beim Opfern des weißen Hundes
- Der Seneca-Riese
- Eine Schöpfungsgeschichte
- Wie der Piqua-Stamm entstand
- Die Schawanos
- Die Sintflut und die Erschaffung der Menschen
- Wie Nantucket bevölkert wurde
- Wie es gekommen ist, daß ein Indianerstamm in Oregon kein Bärenfleisch ißt
- Eine Versteinerungsfigur
- Das heilige Feuer der Natchez (auch Das heilige Feuer der Natschez)
- Der Ewige Jude und die Seeflinte
- Die Teilung der Welt
- Mitschabu oder das große Licht
- Das böse Gewissen
- Kosmogonie der Creeks und der Muskogees (auch Die Entstehung der Erde)
- Die Geschichte der Odjibwas (auch Die Geschichte der Otschipwäer)
- Die Auswanderung der Chickasaws (auch Auswanderung der Tschickesäer)
- Menabuscho
- Kosmogonie der Potawatomis oder der Feuermacher
- Der Untergang des Mundua-Stammes
- Eine Kriegsgeschichte
- Bei den Blaßgesichtern
- Sayadio
- Kosmogonie der Navajos (auch Kosmogonie der Navajoes)
- Die Kojoten (auch Die Coyotes)
- Kosmogonie der Winnebagos (auch Die Erschaffung der Menschen)
- Eine andere Schöpfungsgeschichte der Winnebagos
- Wie Mais, Bohnen usw. entstanden sind
- Die fünf Nationen
- Kosmogonie der Miamis (auch Der Frevel der Miamis)
- Sonne und Mond
- Ansichten eines Tuscarora-Indianers über die Erschaffung der Welt (auch Die Erschaffung der Welt)
- Die Strafe Gottes – Erzählung der Apachen
- Die Geschichte eines Riesen (auch Geschichte eines Riesen)
- Von einer zweiköpfigen Schlange
- Ein Tier des Unglücks
- Wie einer ein berühmter Doktor wurde

Weitere
Die Märchen der Weltliteratur – Nordamerikanische Indianermärchen. Eugen Diederichs Verlag, Düsseldorf/Köln 1963, Gustav A. Konitzky (Hrsg.).
- Das Weltall der Navaho-Indianer (Navaho)
- Ester Mann und die Ordnung der Welt (Navaho)
- Die Gahe (Chiricahua-Apachen)
- Der Spieler und der Truthahn (Jicarilla-Apachen)
- Der Rabe und die Tiere (White-Mountain-Apachen)
- Die vier Schwestern von Acomav (Keres, Pueblo)
- Das Mädchen und die Wolken (Zuni)
- Das Schlangenmärchen (Hopi)
- Die Kinder der Wolke (Pima)
- So-kus Wai-un-ats (Paiute)
- Der Erpel und der Nordwest (Chippewa)
- Der Zauberer vom Huron-See (Ottawa)
- Sonnenmann und Mondfrau (Ottawa)
- Die Bärenjagd (Fox)
- Die Brüder und die Baumkröte (Menomini)
- Die zehn Brüder (Fox)
- Moovis (Chippewa)
- Gut und Böse (Irokesen)
- Die Falschgesichter (Irokesen)
- Die Erschaffung der Erde (Yuchi)
- Der Donnerer (Creek)
- Die Maismutter (Creek)
- Wie der Hase das Feuer stahl (Creek)
- Der Hase und der Hirsch (Cherokee)
- Der Schneckenmann (Osage)
- Wie der Bärentanz entstand (Arikara)
- Ohne-Zunge (Arikara)
- Maismutter und Schwarzer Meteor (Arikara)
- Die Büffelfrau (Caddo)
- Die Ungeheuer (Caddo)
- Der-den-Bison-ruft (Pawnee)
- Das alte braune Pferd (Pawnee)
- Das Zweigesicht (Sioux)
- Der Büffelgeist (Sioux)
- Der Bärenmann (Nez Perce)
- Der Hasenfuß (Kutenai)
- Ya-ukwe-i-kam (Kutenai)
- Coyote, der Ordner der Welt (Inland-Salisch)
- Hesken (Sanpoil)
- Hirschfrau (Thompson-River)
- Die Frösche und der Mondmann (Inland-Salisch)
- Der Rabe Jelk (Tlingit)
- Die Zauberkeule (Tsimshian)
- Abenteuerliche Meerfahrt (Kwakiutl)
- Die Geschichte vom Lachs (Wishram)
- Wie der Pfeilmacher zum Kannibalen wurde (Wasco)
- Die Fledermaus (Modoc)
- Thalmas Slewis (Modoc)
- Die Hirschjagd (Alsea)
- Olelbis (Wintu)
- Palawaikö (Maidu)
- Wie das Feuer gefunden wurde (Yana)
- Wie zwei Mädchen ihre Liebsten besuchen (Karuk)
- Wie die Sonne gestohlen wurde (Yellow Knives)
- Das wunderbare steinerne Kanu (Chipewyan)
- Die Reise ins Schattenreich (Tanaina)
- Sonne und Mond (Tanaina)
- Die Karibu-Frau (Point-Barrow-Eskimo)
- Wie der Narwal entstanden ist (Polar-Eskimo)
- Die Wolfsbraut (Cape-Point-of-Wales-Eskimo)

Die Märchen der Weltliteratur – Märchen aus Hawaii. Eugen Diederichs Verlag, München 1997, Gabriele Hartinger-Irek und Roland Irek (Hrsg. und Übers.).
- Das Märchen von Aukele, dem stattlichen Sohn von Iku
- Ulukaa, die treibende Insel
- Das Lebenswasser des Kane
- Maluae und die Unterwelt
- Ke-ao-mele-mele, das Mädchen von der goldenen Wolke
- Hina, die Frau im Mond[2]
- Die wundervolle Muschel
- Ai-laau, der Waldfresser
- Pele, die Feuergöttin[3]
- Pele und Kamapuaa
- Die Knochen von Pele
- Die Schneegöttin[4]
- Maui stellt dem Sonnengott eine Falle[5]
- Maui findet das Feuer
- Maui, der Fischer
- Maui und Peapea, der Achtäugige
- Der göttliche Hund Ku
- Die Schlacht der Eulen
- Der Haimann aus dem Waipio-Tal
- Der Junge Pu-nia und der König der Haie
- Als der Kleine Braune Hai um die Welt schwamm
- Wie die Eidechsen nach Molokai kamen
- Laka und die Menehunes[6]
- Der Wasserlauf des Pi
- Wie die Menehunes ihren Fisch sicherten
- Der Häuptling mit den außergewöhnlichen Dienern
- Das Märchen von Maniniholokuaua und Keliimalolo
- Das Märchen von Opelemoemoe
- Das Steinewerfen eines Riesen
- Kaulu, der stärkste Junge der Welt
- Das Märchen von Iwa
- Die Eule, die Ratte und der Bogenschütze
- Der kleine kluge Junge und der kleine Dummkopf
- Pakaa und sein Sohn Ku-a-pakaa
- Der Tanz der Geister am Punchbowl
- Das Märchen von Puniakaia
- Das Märchen von Uweuwelekehau
- Das Mädchen und die Eidechse
- Die Prinzessin des Regenbogens
- Das Märchen von Ha-le-ma-no und Prinzessin Kama
- Das Märchen von Hiku und Kawelu

Märchen aus Nordamerika. Artia Verlag, Prag 1979, erzählt von Vladimír Stuchl.
- Die grüne Prärie
- Bill der Kojote
- Der Geist des Bisonschädels
- Der Widder, der Lachs und der Adler
- Die Ameisen
- Warum sich das Kaninchen im Loch verbirgt
- Der verzauberte Wald
- Der Zahnstocher
- Warum an der Kiefer Zapfen wachsen
- Der Reisende und der Schankwirt
- Die drei Treuen
- Der Skunk und die Frösche
- Goldregen
- Mike Fink
- Ein ungebetener Nachbar
- Das Feuer
- Die Wasserfrau
- Von der Gans und dem Fuchs
- Putentochter
- Vom ganz kleinen Mann
- Der Zauberlehrling
- Der Faulpelz
- Die kahlen Berge
- Der geizige Farmer und der kluge Knecht
- Die Hexe aus dem Tal
- Der Ziegenbock und das rote Taschentuch
- Warum die Negerinnen schwer arbeiten müssen
- Die Stiefmutter und der Prinz
- Welpe und der Wolf
- Das gelbe Band
- Der Baum mit den goldenen Äpfeln
- Ein ungewöhnliches Pferd
- Jim und das Gespenst
- Das versteinerte Mädchen
- Der schwarze Regenschirm
- Tismila
- Onkel George
- Der Vogel aus dem goldenen Land
- Der Entenbraten
- Wie der See Tschikaso entstanden ist
- Eine sonderbare Familie
- Beelzebub in Texas
- Die geheimnisvolle Musik
- Die Nase voll Gold
- Der Prinz und die Tochter des Riesen
- Von den fliegenden Sklaven
- Der Prinz in der Eselshaut
- Das weisse Pferd

Indianermärchen. Verlag Werner Dausien, Hanau 1977, erzählt von Vladimír Hulpach.
- Die Entstehung der Welt (Navaho)
- Wer die Sonne brachte (Zuni)
- Das Feuer (Cherokee)
- Die große Flut (Odschibwa, Cree)
- Wie die Indianer auf die Welt kamen (Seneka)
- Eine weiße Spur zeigt sich am Himmel … (Shoshoni)
- Die Regenbogenschlange (Shoshoni)
- Die sieben Brüder (Assiniboine, Blackfoot)
- Das Märchen von der weißen Seerose (Odschibwa)
- Krankheiten und Heilkräuter (Cherokee)
- Die Löwenzahnblume (Algonkin)
- Das Haar der Greisin (Creek)
- Das Geschenk der Totems (Kathlamet)
- Wie der Tod ins Indianerland kam (Caddo, Wintun)
- Das ewige Lied (Dakota)
- Der erste Abend endet mit der Legende vom Zweikampf des Großen Geistes (Huronen)
- Waldweisheit und andere Geschichten
- Wie die Pferde zu den Indianern kamen (Pawnee)
- Die Eule und die gelbe Maus (Koasati)
- Der verzauberte Hirsch (Algonkin)
- Die goldenen Kraniche (Shoshoni)
- Die verfeindeten Freunde (Seneka)
- Die Freundschaft des Fischotters (Seneka)
- Wölfe und Hirsche (Tsimschian)
- Das Kaninchen und die Wildkatze (Koasati, Creek)
- Wie die Schlange Giftzähne bekam (Maricopa)
- Skunk und Lange Kralle (Fox)
- Erdbeeren (Cherokee)
- Der Kojote und die Büffel (Kutenai)
- Das Nest der Elster (Piegan)
- Das Abenteuer mit dem Walfisch (Tlingit)
- Wie das Opossum um seine Schwanzhaare kam (Creek)
- Der Biber und das Stachelschwein (Haida, Tsimschian)
- Der treueste Freund
- … und noch einmal vom ersten Krieg (Dakota)
- Von Helden und Geistern
- Schingebis und Kabibonoka (Algonkin)
- Der weise Hiawatha (Irokesen)
- Manabusch (Menomini)
- Okteondo und die Wildgänse (Seneka)
- Wihios Wanderlied (Cheyenne, Choctaw, Micmac)
- Der Purpurschwan (Odschibwa)
- Ahajute und der Wolkenfresser (Zuni)
- Schawenis und das Wasser des Lebens (Cochiti, Algonkin)
- Das Märchen vom Niagara (Seneka, Tuscarora)
- Wie die Streitaxt begraben wurde
- Das Geheimnis der Zauberpfeife

Märchen der Welt, Magnus-Verlag, Essen 1983, Roland W. Pinson.
- Die Spinnenfrau
- Die schlauen Wachteln
- Das Opossum und der Präriewolf
- Püchü Acháwall, das arme Hühnchen, das Marinamun genannt wurde (auch Püchü Achäwall, das arme Hühnchen, das Marinam genannt wurde)
- Wie die heilige Gabe des Festes zu den Menschen kam
- Von der Riesenmaus am Colville-Fluß und von den beiden Brüdern, die sie töteten (auch Von der Riesenmaus am Colville-Fluß und den beiden Brüdern, die sie töteten)
- Die Geschichte von Wolf

Märchen der Völker – Nordamerika. Magnus Verlag, Essen, nacherzählt von Bodo von Petersdorf.
- Die Insel des Menschenfressers
- Die Karibu-Frau

### Eskimo
Die Märchen der Weltliteratur – Eskimo-Märchen. Eugen Diederichs Verlag, Düsseldorf/Köln 1969, Heinz Barüske (Hrsg. und Übert.).
- Als die Erde entstand, die Menschen und die Hunde
- Wie das Leben entstand
- Die ersten Menschen
- Die Sonne und der Mond
- Die Erschaffung der Sankt-Lorenz-Insel
- Wie der Abendstern entstand
- Die Seele, die alle Tiere durchwanderte
- Das Land der Toten im Himmel
- Das Land der Toten in der Unterwelt
- Die Reise zum Mond
- Der Besuch beim Mondmann
- Der Mann, der zum Mond kam
- Die Frau, die ein Mondkind bekam
- Die alte Frau, die das Land der Toten besuchte
- Asiaq. die Herrscherin über Wind und Wetter
- Wie der Nebel entstand
- Wie die Wolken entstanden
- Nivigkâ, die Mutter aller Meerestiere
- Sedna, das Mädchen, das in die Unterwelt kam
- Nerrivik, die Meeresfrau
- Wie der Narwal entstand
- Die Klappmütze
- Die Schwertfische
- Die Lumme
- Anarteq, der zu einem Lachs wurde
- Das Mädchen und der Hund
- Der Hund, der ein Mädchen zur Frau nahm
- Ein ehebrecherisches Weib
- Die Gänse-Frau
- Die Graugans-Frau
- Die Enten-Frau
- Das Pflegekind des Schwarzen Bären
- Der Zauberspruch des Schwarzen Bären
- Der Junge und das Walroß
- Der Karibu-Mann
- Das Mädchen Alarana und ihr Bruder, die von Wölfen gefressen wurden und dann zu Rentieren wurden
- Der Mann, der die ersten Rentiere zähmte
- Der magische Bär
- Der Bären-Gatte
- Die Frau und die Eisbären
- Musatak
- Die unreine Frau, die die Bären in Menschengestalt besuchte
- Die Bären, die Weißwale in einer Wake fingen
- Die Fuchs-Frau
- Der Wal und seine Frau
- Die Kinder der Frau und des Haifisches
- Der Adler und seine Frau
- Die Frau, die sich mit einer Krabbe verheiratete
- Die Frau, die einen großen Wurm zum Manne nahm
- Die Insekten
- Die Eule und der Lemming
- Die Eule und die beiden Kaninchen
- Die Eule und der Bär
- Die Eule und der Rabe
- Die Eule und das Eichhörnchen
- Die falsche Frau, die zu einer Eule wurde
- Das Schneehuhn und der kleine Vogel
- Wie der Taucher einen Sturm entfachte
- Die Riesenmöwe
- Der Rabe, der die Gänse heiratete
- Der Rabe, der seine Frau und ihre Kinder in Steine verwandelt
- Der lügenhafte Rabe und Pikus Frau
- Die Frau, die zu einem Raben wurde
- Der Riesenfalke
- Die Füchse
- Der Fuchs und das Kaninchen
- Der Fuchs und der Wolf
- Die Trennung der roten von den weißen Füchsen
- Die Abenteuer des roten Fuchses
- Aus dem Leben eines roten Fuchses
- Das Land der Bären und der Wölfe
- Das Land der Wölfe
- Die Moschusochsen
- Der Moschusochse und das Walroß
- Das Mammut und der Moschusochse
- Auf der Mammutjagd
- Kilivpak, das Mammut
- Das Mädchen, das Nachtwache hielt
- Das Mädchen in der eisernen Hütte
- Der Angakok und seine Frau
- Die Rache des Angakoks
- Schamanengeschichten
- Der Flug des Angakoks oder wie die grönländische Westküste bevölkert wurde
- Die Abenteuer des Angakoks Kuanak
- Der Angakok, der seine Schwester besuchte
- Merkwürdige Angakokgeschichten
- Von zwei Freunden, die beide Angakut waren
- Wie es zu Kujavarsuks Geburt kam und was er später erlebte
- Eine Tupilak-Geschichte
- Die wunderbaren Flüge von Angákerduaq
- Naujas Flug ins Land der großen Gezeiten
- Der Flug zu den Inlandbewohnern
- Natatek, der Mann, der mit einem Timersek, einem Inlandbewohner, zusammenzog
- Von Navaranak und den Küstenbewohnern
- Javraganak, das Indianermädchen
- Das Mädchen, das zu den Inlandbewohnern floh
- Das Mädchen, das von einem Inlandbewohner geraubt wurde
- Wie die inlandbewohner ein Kind raubten
- Aqissiaq, der Sohn einer Küstenbewohnerin und eines Inlandbewohners
- Von Kumagdlat und Asalok
- Die Brüder
- Das Schattenvolk
- Der Bruder, der seine Schwester auf Akilinek aufsuchte
- Die Mädchen, die einem Ungeheuer begegneten
- Die Riesen
- Die Rache des Riesen
- Die Zwerge
- Zwergengeschichten
- Der Besuch bei den Adlet
- Tornit-Geschichten
- Die seltsamen Erlebnisse des Attungak
- Von Sârqilerqortôq, dem Mann mit der Riesenharpune und den beiden Geschwistern, die sich sehr liebten
- Wie Kunuk groß und stark wurde
- Das Mädchen, das über das Inlandeis ging
- Angusinãnguaq, der die Witwen rächte
- Der Tod eines Junggesellen
- Uiartek, der Landumfahrer
- Wie die Insel Disko zu ihrer Lage kam
- Die Frau, die gern ein Mann sein wollte
- Der Adler-Junge
- Die Abenteuer von Armlos
- Kagsagsuk, der arme Waisenjunge
- Von Mánik, dem großen Fänger, und seiner Reise nach Norden
- Ungortok, der Häuptling der alten Kavdlunaken
- Wie die Normannen auf dem Eis vernichtet wurden
- Der Bogenschützenfelsen
- Die Bekehrung des Angakoks Imanek
- Der Angakok, der den Missionar erschreckte
- Akamaliks Traum und Bekehrung
- Der Großfänger von Aluk

Eskimomärchen. Artia Verlag, Prag 1984, Jan Suchl.
- Wie die Sonne entstand
- Wie ein Junge den Menschen die Sonne wiederbrachte
- Wie der Morgenstern entstand
- Wie die Wolken entstanden sind
- Die Windtore
- Bruder und Schwester
- Der Faulpelz und der Adler
- Das schöne Mädchen und der Schamanensohn
- Der Zauberhut
- Von der bösen Alten und ihrem Enkel
- Die Frau, die kein Glück hatte
- Die Wildgänse
- Der Rabe und die Eule (auch Die Eule und der Rabe)[9]
- Der Fischer und der Wal
- Die kleine Maus mit den großen Augen
- Die gefräßige Krähe
- Das Mädchen und der Bär
- Die Krähe und der Lemming
- Der Mensch ist eben Mensch
- Die Wölfin und ihre Söhne
- Kashak
- Die Robbe
- Der Riese
- Die Brüder und die Bärin
- Die Zwerge
- Der Dank des Bären
- Der Rabe und die Schüssel
- Der Waisenknabe
- Der Nimmersatt
- Der Jäger und die Füchsin
- Der Bär mit dem Menschenherzen
- Begegnung mit den Zwergen
- Der geheimnisvolle Gast
- Der pfiffige Fuchs
- Das Land der ewigen Finsternis
- Wie zwei Männer um eine Frau kämpften
- Der Kurzsichtige
- Wie drei Brüder heirateten
- Der Rabe und die Gans
- Die Irrfahrt des Robbenfängers
- Des Zwergen Dank
- Der Rabe und der Wolf
- Das seltsame Ren
- Rotfuchs und Weißfuchs
- Die verblendete Eule
- Der tapfere Mann und der böse Schamane
- Wie die Füchse die Wölfe überlisteten
- Die Schamanentrommel
- Die Bärentatze
- Der weiße und der braune Bär
- Der Jäger und der weiße Bär
- Der Rabe, der stark und klug sein wollte
- Der Riesenadler
- Das Ende der großen Schamanen

### Kunstmärchen aus Amerika
Richard Bache
- Der Scharlachrote Schwan[10]

Lyman Frank Baum
- Die Königin von Kwok[10]

David Brinton
- Der Jäger, der den König der Klapperschlangen tötete[10]

Robert Coover
- Das Lebkuchenhaus[10]

Jeremiah Curtin
- Die drei Töchter des Königs O’Hara[10]

Philip K. Dick
- Der König der Elfen[10]

Nathaniel Hawthorne
- Federkopf[10]

Lafcadio Hearn
- Die Geschichte eines Tengu[10]

Tudor Jenks
- Der Professor und der patagonische Riese[10]

Sidney Lanier
- Die Geschichte eines Sprichworts[10]

Ring Lardner
- Blaubart[10]

Robin McKinley
- Die Prinzessin und der Frosch[10]

J. A. Mitchell
- Die Schöne und der Seehund[10]

S. Weir Mitchell
- Prinz Faulstiefel und das Sorgenbündel[10]

Elizabeth Prentiss
- Ein Schwein für eine Stunde[10]

Howard Pyle
- Wo liegt die Schuld[10]

Joanna Russ
- Russalka oder Die Meeresküste von Böhmen[10]

Carl Sandburg
- Das weiße Pferdemädchen und der blaue Windjunge[10]

Horace Scudder
- Die beiden Rosen[10]

Augusta Huiell Seaman
- Die drei Messingpfennige[10]

Frank R. Stockton
- Der Greif und der jüngste der Domherren[10]

Richard Stoddard
- Das Feenexperiment[10]

James Thurber
- Der große Quillow[10]

Mark Twain
- Die fünf Gaben des Lebens[10]

Joel Wells
- Rumpelstilzchen der Goldmacher[10]

Jane Yolen
- Die weiße Seehundjungfrau[10]

## Mittel- und Südamerika
Die Märchen der Weltliteratur – Märchen der Azteken und Inkaperuaner – Maya und Muisca. Eugen Diederichs Verlag, Düsseldorf/Köln 1968, Walter Krickeberg (Hrsg. und Übert.).
Azteken
Weltschöpfung
- Die Urzeit
- Die Weltzeitalter
- Die Aufrichtung des Himmels
- Der Ursprung der Menschen und der Nahrungspflanzen
- Zwei Götter werden Sonne und Mond
- Die Sterngötter und der Ursprung des Krieges

Himmel und Totenreiche
- Die neun Himmel
- Die drei Totenreiche
- Tlalocan

Sagen von Tollan
- Quetzalcouatls Jugendgeschichte
- Das goldene Zeitalter
- Quetzalcouatls Sündenfall und Tollans Untergang
- Die Toltekensage in späteren Fassungen

Aus der Urzeit der Azteken
- Uitzilopochtlis Geburt
- Die Einwanderung der Völker
- Die aztekische Wandersage
  - Was eine alte Bilderschrift erzählt
  - Warum die Azteken ihre Urheimat Aztlan verließen
  - Der erste Zwist
  - Wie man die Tarasken zurückließ
  - Uitzilopochtli zeigt den Azteken ein Trugbild ihrer zukünftigen Hauptstadt
  - Copils Opferung
- Wie König Motecuhzoma der Ältere Boten nach Aztlan sandte

Qu’iche und Cakchiquel
- Die Weltschöpfung
  - Nach der Überlieferung der Qu’iche
  - Nach der Überlieferung der Cakchiquel
- Der Ursprung der Kultur
  - Nach der Überlieferung der Qu’iche
  - Nach der Überlieferung der Cakchiquel
- Hunahpuh und Xbalanque
  - Die Unterweltfahrt der Väter
  - Hunahpuhs und Xbalanques wunderbare Empfängnis und Geburt
  - Die Bestrafung der neidischen Brüder
  - Vukub cakix’s Prahlerei und Ende
  - Zipacnas Untergang
  - Hunahpu und Xbalanque erlangen Kunde von ihren Vätern
  - Die Botschaft der Unterweltsmächte
  - Hunahpus und Xbalanques Unterweltsfahrt
  - Die ersten Proben
  - Das Ballspiel und die Feuerprobe
  - Die Überwindung der Unterweltsmächte

Tarasken, Isthmusvölker, Maya von Yucatan – Südliches Mittelamerika
- Eine Sonnensage der Tarasken
- Bestrafter Übermut
- Die Götterversammlung
- Schöpfungssagen der Mixteken
- Der Berg- und Höhlengott der Isthmusstämme
- Heilige Hand- und Fußspuren
- Gottheit und Weltbild der Maya von Yucatan
  - Der höchste Gott
  - Die fünf Götter von Itzmal
  - Die vier Himmelsträger
  - Das Schicksal der Toten
  - Die Menschenschöpfung
  - Weltuntergang
- Die Stammesgöttin der Lenca
- Götter, Sintflut und Totenschicksal (Nicaragua)
  - Die Götter
  - Sintflut
  - Die Toten
- Himmel, Erde und Unterwelt nach der Vorstellung der Guaimi (Panama)
- Eine Riesensage von Darien

Muisca (Chibcha)
- Die Schöpfung
  - Nach der Überlieferung von Bogotá
  - Nach der Überlieferung von Tunja
- Kulturheroen
  - Nemterequeteba (Bochica)
  - Sadiquia sonoda (Idacanzas)
- Der Sonnensohn
- Die Geschwister
- Der Ursprung der Sage vom Vergoldeten Mann

Völker des Inka-Reiches
Weltschöpfer, Helden und Schelme
- Con
- Pachacamac und Uichama
- Coniraya
- Uallallo und Pariacaca
- Apocatequil
- Uiracocha
- Flutsagen
- Die große Dunkelheit
- Mond und Sterne
- Donner und Blitz
- Das Jenseits
- Aus der Urzeit der Stämme
  - Die Riesen an der Ecuador-Küste
  - Die Einwanderung der Caya
  - Ursprungssage von Lambayeque
  - Die Ayar-Brüder und der Ursprung der Inka
- Inka Yupanqui und der Sonnengott
- Der Hirt und die Sonnenjungfrau

Die Märchen der Weltliteratur – Südamerikanische Indianermärchen. Eugen Diederichs Verlag, Düsseldorf/Köln 1976, Felix Karlinger und Elisabeth Zacherl (Hrsg. und Übers.).
- Versuchung durch böse Frauen (Cagabá)
- Von der Frau, die einen Froschmann heiratete (Kariben)
- Schließ die Augen und wünsch dir was! (Kariben)
- Wadhamaímöng, der Vater der Fische (Arekuná)
- Epépím (Makuschi)
- Tamekán, das Siebengestirn (Makuschi)
- Der Jacamin und die Farben (Indianer am Rio Branco)
- Das Kind, das den Curupira tötete (Indianer am Rio Negro)
- Die Riechwurzel (Manao)
- Der Ursprung des Amazonas (Indianer am Solimoens)
- Der geheimnisvolle Krieger (Indianer am Amazonas)
- Der Curupira, die Frau und die Kinder (Indianer am Amazonas)
- Die Sintflut (Pamari)
- Wie Bahira Pfeile bekam (Parintintin)
- Der Ursprung des Guaraná (Maué)
- Der Timbó und das erste Wasser (Maué)
- Der Curupira und die verlassenen Kinder (Indianer am Purús)
- Der Ursprung des Giftes (Indianer am Purús)
- Die Japins und die Wespe (Indianer am Juruá)
- Der Beinlose, der zum Jaboti wurde (Kaschinaua)
- Der Krötenmann (Kaschinaua)
- Eine Juruna tötet die Sonne (Juruna)
- Der schlafspendende Baum (Juruna)
- Das verzauberte Boot (Kamaiurá)
- Der Tapir und die Sterne (Kamaiurá)
- Das Schicksal der Toten (Kamaiurá)
- Auke (Timbirá)
- Tahina-Can, der Abendstern (Karajá)
- Wie der Schildkröt und die Beutelratte ihre Ausdauer erprobten (Tupi, einschließlich der Jacamin)
- Wie der Schildkröt den Waldgeist anführte (Tupi)
- Die Beutelratte und der Mensch (Tupi)
- Wie der Geier und der Kröterich in den Himmel reisten (Tupi)
- Die Plejaden (Tupi)
- Kupe-Kikambleg (Apinayé)
- Die zwei Papageien (Apinayé)
- Die Sintflut (Bororo)
- Der Ursprung der Fische (Bororo)
- Warum die Alten nicht wieder jung werden (Kadiuéu)
- Der rollende Totenkopf (Ofaié)
- Die Frau, die ihren Mann nach Aguararenta folgte (Chane)
- Warum die Guaycurú Räuber geworden sind (Guaycurú)
- Der Waldgeist (Guarani)
- Der Fuchs, der Jaguar und der Bauer (Quichua)
- Der Puma und die Grille (Quichua)
- Das himmlische Mahl (Quichua)
- Die Zauberin (Quichua)
- Sonne und Mond (Amuesha)
- Kamakhe und Kunturi (Aymará)
- Der Ursprung des Chinarindenbaums (Aymará)
- Der Gatte des Sterns (Umutina)
- Die Milchstraße (Toba)
- Die ersten Menschen und Sonne und Mond (Charrua)
- Der Ursprung des Maniok (Pareci)
- Der Jäger und das Guanako-Mädchen (Puelche)
- Der Vogelmensch Guru (Tehuelche)
- Schöpfung der Menschen und Sündenfall (Alakaluf)
- Wie aus Menschen Walfische wurden (Alakaluf)
- Wie der Tod in die Welt kam (Yamana)
- Weltschöpfung (Ona)
- Vom Bergfalken, der sich eine Frau suchte (Ona)

Märchen der Indios – Mythen, Märchen und Legenden der Indianer Mittel- und Südamerikas. Verlag Werner Dausien, Hanau 1977, nacherzählt von Vladimír Hulpach.
- Die vier Sonnen (Maya, Azteken)
- Die fünfte Sonne (Azteken)
- Über die Menschen (Maya)
- Die Besiedlung des Anahuaclandes (Azteken)
- Der Abschied der gefiederten Schlange (Telteken, Maya)
- Popocatepetl und Ixtla (Azteken)
- Die große Sintflut (Yaligan)
- Wie Anansi listig wurde (Insel Jamaika)
- Wie Anansi auf Brautschau ging (Insel Jamaika)
- Wie Anansi wieder reich und dann bestraft wurde (Insel Jamaika)
- Anansi und der Tod (Insel Jamaika)
- Moskito und Mistkäfer (Kaigani)
- Das Faultier und der Regen (Panama)
- Wie der Iltis zu seinem Gestank kam (Insel Haiti)
- Wie sich das Gürteltier wehren wollte (Popoloka)
- Das Kreuz des Südens und das Silber auf dem Wasser (Guarayu)
- Zwei Brüder (Taulipang)
- Wie die Schlangen mit der Nacht Handel trieben (Munduku)
- Warum der Jaguar in der Nacht lärmt (Rio Branco)
- Wie die Lianen in den Urwald kamen (Guaraju)
- Vom starken Schildkröterich (Taulipang)
- Mani (Tupi)
- Der Schildkröterich Jabuti und das Feuer (Taulipang)
- Warum die Eule schlecht sieht und wie der Jaguar besiegt wurde (Tupi, Taulipang)
- Die Augen des Jaguars (Karaib)
- Der Jaguar und der Hirsch (Tupi)
- Der Krüppel und die Menschenfresser (Maya)
- Vom Affen Lärmschläger und dem Maiskolben (Kaigani)
- Sauli und der Geierkönig (Taulipang)
- Wie die Indianer zu Gesang, Tanz und Musik kamen (Kaigani)
- Vom großen Fest der Tiere und warum die Flamingos rote Beine haben (Guarayn)
- Vom weißen Affen (Witoto)
- Von der Zauberrassel (Arekuna)
- Von den Affen und ihrem Haus (Arekuna)
- Von den Amazonen (Chalcaqui)
- Wovor der heiße Wind warnt (Mocovi)
- Mate (Guarayn)
- Wie die Sonne mit dem Mond Ärger hatte und wie der Urgroßvater in den Himmel kam (Mataco, Camacoco)
- Wie der Mond den Fischern das Feuer löschte (Bororo)
- Warum der Kröterich Beulen hat (Choce)
- Wie Jabiru den Sohn der Sonne verschluckte (Guarayn)
- Wie Bahira sich Pfeile besorgte (Panintintin)
- Tatutunpa und Aguaratunpa (Chano, auch Chane[11])
- Wie die Vögel ihr farbiges Gefieder bekamen (Mataco)
- Warum der Kolibri traurig auf der Flöte bläst (Chriguano)
- Die Brautwerbung der Fischotter (Bororo)
- Vom weißen Pferd (Pehuenche)
- Der Hornero (Guarani)
- Myoto (Mosetene)
- Was der Fuchs den Lamas riet (Ona)
- Der Fuchs und die Bremse (Arauka)
- Die Himmelsbraut (Aymara)
- Penka und der Zauberer (Arauka)
- Zwei Schwestern (Aymara)
- Die Möwe und der Fuchs (Aymara)
- Kemanta (Ona)

Märchen der Azteken. Verlag Werner Dausien, Hanau 1995, Text von Oldřich Kašpar.
I. Die Entstehung der Götterwelt und der Menschenwelt
- Von den vier Sonnen und noch einer Sonne dazu
- Die Geburt von Huitzilopochtli
- Warum die Azteken so viele Götter haben
- Die Erschaffung der Menschen
- Die fünf Sonnen
- Die Knochen des Lebens
- Wie die Menschen sich in alle Richtungen zerstreuten
- Die menschliche Traurigkeit
- Die Reise nach Anahuac
- Wie die Federschlange ihr Volk verließ
- Me-xitli, der Agavenhase
- Wie der Morgenstern entstand
- Xocoyotzin und die Nachtgespenster
- Wie der erste Herrscher von Tilatongo mit der Sonne kämpfte
- Der Weltenherrscher
- Warum sich die Indianer vor dem Schrei der Eulen fürchten
- Die Sintflut

II. Über das Leben in der Menschenwelt
- Wie Tepoztecatl den Menschenfresser besiegte
- Der Krüppel und die Riesenaffen
- Der schwarze Mann aus dem Vulkan
- Die Vulkane Ixtlacchihuatl und Popocatepetl
- Von der Zauberin, die Gesichter austauschen konnte
- Wie die Zwillinge zur Sonne reisten
- Die gefangene Sonne
- Wie Peyotl entstand
- Vom Nektar der Agave
- Wie der Mais zu den Menschen kam
- Der sprechende Vogel
- Die Mutter der Felsen
- Der Frosch und die drei Brüder
- Der Zauberer Majanacolo
- Die Kinder von Chiquihuitlan
- Wie der See Atitlan entstand
- Das Wasser von Churubusco
- Der hungrige Bauer, Gott und der Tod

III. Aus der Tierwelt
- Wie Präriewolf und Adler die Welt erschufen
- Der Schmetterling und die Grille
- Wie die Menschen das Feuer bekamen und warum der Frosch keinen Schwanz hat
- Wie die Eidechse dem Jaguar das Feuer wegnahm
- Der Präriewolf und das Opossum
- Wie das Opossum seinen Schwiegersohn auswählte
- Wie der Alligator seine Zunge einbüßte
- Der schlaue Fuchs und der dumme Präriewolf
- Warum die Kröte lauter Beulen hat
- Der geizige Präriewolf
- Warum der Aguti einen kurzen Schwanz hat
- Wie der Präriewolf Zauberkräfte bekam
- Der Adler und der Geier
- Warum das Gürteltier in einem Erdloch lebt
- Der Mistkäfer und die Spinne
- Der Fuchs und die Grille
- Der Präriewolf und die Schildkröte
- Wie die Schildkröte fast ihren Panzer verlor
- Wie die Schildkröte den Hirsch überlistete
- Wie sich die Affen ein Haus bauen wollten
- Wie der Kolibri den Indianern die Baumwolle schenkte
- Der Präriewolf und der Moskito
- Das Märchen vom Wachtelhuhn
- Das Füchslein und der Krebs
- Wie der Präriewolf den Donnervogel besiegte
- Warum die Fledermaus nur in der Nacht fliegt

### Amazonasgebiet
Theodor Koch-Grünberg, Indianermärchen aus Südamerika, 1920.
- Die große Schlange (Rio Negro)
- Der Schlangenpfeil (Rio Negro)
- Der alte Aasgeier und seine Töchter (Rio Negro)
- Wettflug zwischen Storch und Kolibri (Rio Negro)
- Was die Äffchen sagen (Rio Negro)
- Der Kurupira und die Frau (Amazonas)
- Die Schildkröte und das Fest im Himmel (Amazonas)
- Die Schildkröte und der Mensch (Amazonas)
- Die Schildkröte und der Riese (Amazonas)
- Wettlauf zwischen Schildkröte und Hirsch (Amazonas)
- Schildkröte und Tapir (Amazonas)
- Schildkröte und Jaguar (Amazonas)

### Argentinien
Die Märchen der Weltliteratur – Märchen aus Argentinien und Paraguay. Eugen Diederichs Verlag, Köln 1987, Felix Karlinger und Johannes Pögl (Hrsg. und Übers.).
Zaubermärchen
- Die Brücke über das Meer
- Der Spiegel, der alles sieht
- Juanito
- Die drei Schnäbel der Liebe
- Lisandro und Abel
- Ollín Ollón
- Blanca Flor
- Die Geschichte von der alten Hexe
- Der Jüngling, das Pferd und der kleine Löwe
- Die verlassenen Kinder
- Ein König und eine Königin
- Der geizige Vater
- Der Jüngste

Mythische Ursprünge
- Die Erfindung des Feuers
- Sonnenblut und Mondblut
- Die Jagd nach Vögeln
- Die Geschichte von den Kormoranen
- Die Geschichte vom Spechtpärchen
- Die Geschichte vom Sperling
- Der Vogelmensch Guru
- Der Jäger und das Guanako-Mädchen
- Die Geschichte von den Menschenfressern
- Die Geschichte vom ungehorsamen Mädchen
- Der Hánnus und das schöne Weib
- Das Sterben wird eingeführt
- Die Totenbraut

Tiermärchen
- Der Stier und der Tiger
- Der Tiger und der Widder
- Der Fuchs und der Tiger
- Der Fuchs und der Affe
- Das Pferd und die Meerkatzen
- Das Rebhuhn und die Füchsin
- Der Esel, der Kater, der Widder und der Hahn
- Das Hühnchen Goldfüßchen

Legenden- und Sagenmärchen
- Die Reise mit dem Engel
- Fray Luis
- Allerheiligste Maria
- Der Jüngling, der als Geist zurückkehrte
- Der Eremit und der Meisterschütze
- Der Schatz
- Der Spiegel, der ins Jenseits führt

Novellen und Schwänke
- Die drei Ratschläge
- Von dem, der nicht lügen konnte
- Prinz Amado
- Die Hexe
- Wundersame Geschichte einer Liebe
- Die Menschen und die Kaninchen
- Die Geschichte von Don Claudio
- Der Löwe und die Mäusin

Märchen der Welt, Magnus-Verlag, Essen 1983, Roland W. Pinson.
- Der kleine Ziegenreiter

Märchen der Völker – Südamerika (Argentinien – Chile). Magnus Verlag, Essen, nacherzählt von Bodo von Petersdorf.
- Die Zauberwurzeln
- Das Märchen von den beiden Hündchen
- Der alte Latrapai

### Bolivien
Theodor Koch-Grünberg, Indianermärchen aus Südamerika, 1920.
- Dohit (Mosetene)
- Die große Schlange (Mosetene)
- Von dem Regenbogen, Opito (Mosetene)
- Weshalb die Boaschlangen nicht Menschen fressen (Mosetene)
- Der Wildschweinkobold (Tumupasa-Takana)
- Tiri und Karu (Yuracaré)
- Warum die Guarayu im Rausch ihre Frauen prügeln (Guarayu)
- Die Pfeilketten (Guarayu)
- Weltuntergang und Raub des Feuers (Chane)
- Die Erschaffung der Welt (Chane)
- Tatutunpas und Aguaratunpas Verheiratung (Chane)
- Wie Aguaratunpa seinen Bruder nach dem Himmelsgewölbe schickte (Chane)
- Die Frau, die ihrem Manne nach Aguararenta folgte (Chane)
- Der Fuchs und der Jaguar (Chane)
- Wie die Schildkröte den Jaguar tötete (Chiriguano)
- Die Liebesgeschichte des Kolibri (Chiriguano)
- Wettlauf zwischen Zecke und Strauß (Chiriguano)
- Das Mädchen, das der Kondor raubte (Quichua aus Saipina)

### Brasilien
Theodor Koch-Grünberg, Indianermärchen aus Südamerika, 1920.
- Der Maguary und der Schlaf (Rio Branco)
- Isi (Tariana und Tukano[11])
- Das Haus der Jungfrauen (Tukano)
- Die erste Paschiuba-Palme (Yahuna)
- Die Falken und die Sintflut (Tembe)
- Die Tochter des Königsgeiers (Tembe)
- Der Raub des Feuers (Tembe)
- Der Erwerb der Nacht (Tembe)
- Der Knabe und der Bakurao (Tembe)
- Der rollende Totenschädel (Tembe)
- Das Fest der Tiere (Tembe)
- Der Ursprung des Honigfestes (Tembe)
- Kaboi (Karaja)
- Warum die Sonne langsamer geht (Karaja)
- Der Alligator und die streitbaren Weiber (Karaja)
- Die Zauberpfeile (Karaja)
- Die Pirarukus (Karaja)
- Der Stern (Cherente)
- Sintflut und Weltschöpfung (Kaingang)
- Sintflut (Are)
- Die Zwillinge (Guarani)
- Keri und Kame (Bakairi)
- Der Jaguar und der Ameisenbär (Bakairi)
- Der Welt Anfang (Munduruku)
- Die magische Flucht (Munduruku)
- Die Sintflut (Kaschinaua)
- Der Mond (Kaschinaua)
- Der wunde Mann, die Aasgeier und die Ratte (Kaschinaua)
- Lehmhans (Kaschinaua)
- Wie der Hirsch die Kaschinaua den Ackerbau lehrte (Kaschinaua)
- Nasenbär, Taube und Faultier (Kaschinaua)
- Die Jaguarin, die ihre Enkel fraß (Kaschinaua)
- Wie der Zitteraal entstand (Kaschinaua)
- Wie die Wespe die Aasgeier betrog (Kaschinaua)
- Isch’tika, die Kröte (Kaschinaua)
- Der Krüppel, der sich in eine Schildkröte verwandelte (Kaschinaua)
- Die Ratte, die sich in die Fledermaus verwandelte (Kaschinaua)
- Der auferweckte Ameisenbär (Kaschinaua)

Weitere
Die Märchen der Weltliteratur – Brasilianische Märchen. Eugen Diederichs Verlag, Düsseldorf/Köln 1972, Felix Karlinger und Geraldo de Freitas (Hrsg. und Übers.).
Mischlingsmärchen
- Die drei Menschenrassen
- Der Weiße, der Indianer und der Neger

Märchen der Indianer
- Die Befreiung der Sonne
- Der Tod der Sonne
- Tod und Auferstehung des Mondes
- Wie die Nacht entstand
- Der Ursprung der Sterne
- Die Herkunft von Tabak, Mais und Baumwolle
- Der Jaguar und der Ziegenbock
- Der Besuch im Himmel
- Wie die Cotia einen Ochsen gewann und wieder verlor und wie sie am Jaguar Rache nahm
- Der Jaguar, der Hirsch und der Affe
- Ungleiche Gesellen
- Der Jabotí und der Tapir
- Der Jabotí und der Jaguar
- Der Jabotí und der Hirsch
- Der Jabotí und der Curupira
- Der Jabotí, der Geier und der Gott Tupã
- Warum der Aasgeier einen nackten Hals hat
- Die Rache des Baumhuhnes
- Vom kleinen Jungen, der Zaunkönig wurde
- Der Schlangenpfeil
- Der alte Aasgeier und seine Töchter
- Der Kurupira und die Frau
- Vom Manne, der Schlangen aß
- Der Jüngling und die Menschenfresserin
- Ulé
- Die Sage von den Arbeiten des Helden Kuí-dômö-tönönirán
- Auke

Märchen brasilianischer Neger
- Die Kinder von Sonne und Mond
- Wie der Frosch die Tochter des Elefanten heiratete
- Die Onça und der Ochse
- Vom klugen Hasen und vom dankbaren Ziegenbock
- Der Löwe und der Hase
- Der Affe und die Alte
- Der Affe und der Aluá
- Das Mädchen, das Palmöl verkaufte
- Der Mann und die tote Frau
- Quinoqui und Quinoca
- Der Bursche und der Jaguar
- Die Geschichte von der Zauberwurzel
- Das Waisenkind und die heiligen drei Könige
- Die Mondblume
- Der Vogel Sitube
- Das Wild des Geistes Bohu
- Alt bist du, jung wirst du werden
- Das Tier Pondê
- Der Freund der Onça (Jaguar)
- Der Affe und der Schwanz
- Die Lehre des Reitknechts
- Vater João und die gebackenen Eier
- Wassermelone und weiche Kokosnuß
- Der verliebte Caboclo
- Der eitle Neger
- Der Weiße und der Neger

Märchen der Weißen
- Die drei Schwäne
- Der gehörnte Prinz
- Die verheiratete Kröte
- Der Zauberring
- Der alte und der junge Mann
- Das häßliche und das hübsche Mädchen
- Der rachsüchtige Totenkopf
- Die goldene Kürbisflasche
- Malazarte bringt einen Aasgeier zum Sprechen
- Malazarte tut so, als brächte er sich um
- Malazarte gibt die Hammelherde weiter
- Malazarte raubt den Schmuck einer Familie
- Malazarte verkauft den Leichnam der alten Mutter
- Malazarte verhindert das Einstürzen der Welt
- Malazarte kocht ohne Feuer
- Malazarte verkauft einen Vogel
- Malazarte gibt einer alten Frau Mehlbrei
- Malazarte kommt in den Himmel

Märchen der Völker – Südamerika (Brasilien). Magnus Verlag, Essen, nacherzählt von Bodo von Petersdorf.
- Die Zwillingssage
- Sinbrand und Sintflut

### Chile
Theodor Koch-Grünberg, Indianermärchen aus Südamerika, 1920.
- Der alte Latrapai (Pehuenche)
- Die Totenbraut (Pehuenche)
- Wettlauf zwischen Bremse und Fuchs (Pehuenche)

Weitere
Die Märchen der Weltliteratur – Chilenische Volksmärchen. Eugen Diederichs Verlag, Düsseldorf/Köln 1964, Yolando Pino-Saavedra (Samm. und Hrsg.).
- Der Schlangentöter und die falsche Schwester
- Herr Johannes Arcarpe
- Der Wolf Salamar oder der Leib ohne Seele
- Die Kinder des Fisches
- Die Prinzessin, die ans Ende der Welt lief, um mit dem Maurenprinzen Karten zu spielen
- Die Brücke aus Kristall
- Der alte Köhler
- Der Wunderspiegel
- Peter, Johannes und Josef
- Der verzauberte Prinz
- Der heilige Josef
- Bernharde
- Das kluge Pferdchen
- Der Hahn, der Hund und die Katze
- Die Wunderlampe
- Warum das Meer salzig ist
- Der Zwerg
- Der reiche und der arme Gevatter
- Hans Vierzehnfach
- Die sieben wundertätigen Bergleute
- Das verlassene Kind
- Däumling
- Der König und die schwarze Königin
- Das Mädchen ohne Arme
- Das Halbhähnchen
- Ich bin ein Feuer
- Der goldene Kanarienvogel
- Das Basilienkraut
- Die Wette über die Treue der Gattin
- Rosalindo und Rosalie
- Die Ratschläge der Grille
- Das alte Weiblein und der Fisch
- Der Mann, der sich die Frau aus dem Leib holte
- Peter Animales
- Der Frosch, die Füchsin, der Löwe und das Reh
- Hans Habenichts
- Die Waisenkinder
- Der Sankt-Martins-Fisch

Märchen der Welt, Magnus-Verlag, Essen 1983, Roland W. Pinson.
- Der kleine Ziegenreiter

Märchen der Völker – Südamerika (Argentinien – Chile). Magnus Verlag, Essen, nacherzählt von Bodo von Petersdorf.
- Die Zauberwurzeln
- Das Märchen von den beiden Hündchen

### Costa Rica
Die Märchen der Weltliteratur – Märchen aus der Karibik. Eugen Diederichs Verlag, Köln 1983, Felix Karlinger und Johannes Pögl (Hrsg. und Übers.).
- Der Samen des Menschengeschlechts
- Wie die ersten Bribri-Indianer geboren wurden
- Die weißen Gipfel des Nemoie
- Wie Sibú Sórkura tötete

### Curaçao
Die Märchen der Weltliteratur – Märchen aus der Karibik. Eugen Diederichs Verlag, Köln 1983, Felix Karlinger und Johannes Pögl (Hrsg. und Übers.).
- Die Geschichte von der Flucht

### Dominica
Die Märchen der Weltliteratur – Märchen aus der Karibik. Eugen Diederichs Verlag, Köln 1983, Felix Karlinger und Johannes Pögl (Hrsg. und Übers.).
- Die beiden Brüder
- Der Geist des Pegoua-Felsens
- Der erschrockene Gast
- Das Mädchen, das für sein Leben gern tanzte

### Grenada
Die Märchen der Weltliteratur – Märchen aus der Karibik. Eugen Diederichs Verlag, Köln 1983, Felix Karlinger und Johannes Pögl (Hrsg. und Übers.).
- Der Fuß stinkt!
- Der Pfefferbaum

### Guadeloupe
Die Märchen der Weltliteratur – Märchen aus der Karibik. Eugen Diederichs Verlag, Köln 1983, Felix Karlinger und Johannes Pögl (Hrsg. und Übers.).
- Der gefundene Schatz

### Guatemala
Die Märchen der Weltliteratur – Märchen aus der Karibik. Eugen Diederichs Verlag, Köln 1983, Felix Karlinger und Johannes Pögl (Hrsg. und Übers.).
- Der Storch und der Krebs
- Der Becher aus Jaspis

### Guyana
Theodor Koch-Grünberg, Indianermärchen aus Südamerika, 1920.
- Wie die Warrau auf die Erde kamen (Warrau)
- Korobona (Warrau)
- Die Sonne, der Frosch und die Feuerhölzer (Warrau)
- Warum der schwarze Jaguar die Leute tötet (Warrau)
- Der schwarze Jaguar, Wau-uta und der zerbrochene Pfeil (Warrau)
- Die Geschichte von Haburi (Warrau)
- Die Speerbeine (Warrau)
- Die Zauberrasseln (Warrau)
- Die Affenfrau (Warrau)
- Die Frau, die vom Gespenst ihres Mannes getötet wurde (Warrau)
- Du sollst nicht stehlen (Warrau)
- Der Idiot, der fliegen wollte (Warrau)
- Makonaura und Anuanaitu (Arowaken)
- Der Zauberarzt Makanaholo (Arowaken)
- Der Einsiedler und sein Hund (Arowaken)
- Arawanili, der erste Zauberarzt (Arowaken)
- Adaba (Arowaken)
- Woher die Aimara-Fische so schöne, große Augen haben (Arowaken)
- Wie der Ziegenmelker entstand (Arowaken)
- Der überlistete Waldgeist (Arowaken)
- Die Jaguarfrau (Arowaken)
- Das verliebte Faultier (Arowaken)
- Warum der Honig jetzt so selten ist (Arowaken)
- Der Mann mit der Brüllaffenfrau (Arowaken)
- Der Waldgeist mit den großen Ideen (Arowaken)
- Das Reh und die Schildkröte (Arowaken)
- Makunaima und Pia (Karaiben)
- Der Wunderbaum (Karaiben, auch Karaiben-Kalinya[11])
- Wie Krankheit, Elend und Tod in die Welt kamen (Karaiben)
- Warum die Kinder krank werden und schreien (Karaiben)
- Hänge keinen, bevor du ihn hast (Karaiben)
- Serikoai (Akawoio)
- Die Amazonen (Akawoio, auch Akawoyo[11])
- Wie die Plejaden an den Himmel kamen (Taulipang)
- Der Besuch im Himmel (Taulipang)
- Eteto (Taulipang)
- Das Augenspiel (Taulipang)
- Maiuag und Korotoiko (Taulipang)
- Jaguar und Regen (Taulipang)
- Jaguar und Blitzstrahl (Taulipang)
- Epeping-Orion (Makuschi)
- Die Plejaden (Makuschi)

### Haiti
Die Märchen der Weltliteratur – Märchen aus der Karibik. Eugen Diederichs Verlag, Köln 1983, Felix Karlinger und Johannes Pögl (Hrsg. und Übers.).
- Der Kater, der eigentlich der Schutzengel war
- Der Teufel und das Mädchen
- Die drei Ratschläge
- Tu dich auf, goldnes Haus!

### Honduras
Die Märchen der Weltliteratur – Märchen aus der Karibik. Eugen Diederichs Verlag, Köln 1983, Felix Karlinger und Johannes Pögl (Hrsg. und Übers.).
- Der Affe und der Tapir
- Das Waldmädchen

### Jamaika
Die Märchen der Weltliteratur – Märchen aus der Karibik. Eugen Diederichs Verlag, Köln 1983, Felix Karlinger und Johannes Pögl (Hrsg. und Übers.).
- Der Zauberfisch

### Jungfern-Inseln
Die Märchen der Weltliteratur – Märchen aus der Karibik. Eugen Diederichs Verlag, Köln 1983, Felix Karlinger und Johannes Pögl (Hrsg. und Übers.).
- Der Fisch und seine Braut

### Kolumbien
Theodor Koch-Grünberg, Indianermärchen aus Südamerika, 1920.
- Die Entstehung des Tequendama-Falles (Muysca)

Weitere Bücher
Die Märchen der Weltliteratur – Märchen aus der Karibik. Eugen Diederichs Verlag, Köln 1983, Felix Karlinger und Johannes Pögl (Hrsg. und Übers.).
- Häuptling Kairé und der Totenkopf (Chibcha)[11]
- Die Frau, die sich in einen Teufel verwandelte (Chocó)[11]
- Die Himmelsschlange Mami (Guajiro)[11]
- Die Schöpfung
- Die Talbewohner und die Bergbewohner
- Die Abenteuer und das Ende Aribadás
- Arrumías Mann
- Wie die Indios den Mais und die Palmfrucht bekamen
- Der Regengott
- Der Winter, der Sommer und der Frühling
- Der Ursprung
- Der erste Mann und die erste Frau
- Der Mama und die Frau
- Die Sonne
- Die Mutter des Wassers

### Kuba
Die Märchen der Weltliteratur – Märchen aus der Karibik. Eugen Diederichs Verlag, Köln 1983, Felix Karlinger und Johannes Pögl (Hrsg. und Übers.).
- Der Puma, der zaubern konnte
- Die Blume Calboleal
- Das ungetaufte Kind
- Eine Geschichte von Zwillingen

### Martinique
Die Märchen der Weltliteratur – Märchen aus der Karibik. Eugen Diederichs Verlag, Köln 1983, Felix Karlinger und Johannes Pögl (Hrsg. und Übers.).
- Vom Krokodil, das die Tochter des Königs geheiratet hat

### Mexiko
Die Märchen der Weltliteratur – Märchen aus Mexiko. Eugen Diederichs Verlag, Düsseldorf/Köln 1978, Felix Karlinger und Maria Antonia Espadinha (Hrsg. und Übers.).
Mythenmärchen
- Uitzilopochtli zeigt den Azteken ein Trugbild ihrer künftigen Hauptstadt
- Wie die Welt belebt wurde
- Vom Sonnengott und den Mondmädchen
- Die Sonne
- Das Feuer
- Der Mythos von der Datura
- Der Regen, der Mond und die Sonne
- Die Geschichte vom Mais
- Der Tanz des Peyote
- Eine Zauberei des Titlacauan

Indianermärchen
- Der Bursche, der den Regengott tötete
- Die Gahe
- Das Mädchen und die Wolken
- Wer ist der Weiseste?
- Die Kinder der Wolke
- Der Mann, der im Totenreich war

Mexikanisch-europäische Märchen
- Die hilfreiche Schwester
- Die Katze, das Hähnchen und das Lämmchen
- Die sieben Ochsen
- Die fünf Flüsse
- Die kleine Urne
- Die Blume, die sang
- Goldstern
- Juan Oso
- La Ramé
- Die Mulattin und ihre Tiere
- Der Königssohn und die vier Tiere
- Komm, Neger, aus dem Ledersack heraus!
- Die Froschjungfer
- Das Mädchen und der Schlangenprinz
- Der Reiche und der Arme
- Das Mädchen auf dem Mezquite-Baum
- Der dankbare Tote
- Der gute Räuber
- Pedro de Urdemalas

Legendenmärchen
- Der heilige Rafael als Begleiter
- Die heiligen drei Könige als Paten
- Das Büchlein des heiligen Josef
- Was Jesus und Petrus in unserm Lande passierte
- Der Pfarrer und der alte Mann
- Die Geschichte von Barlaam und Josaphat
- Die Geschichte, die Onkel José erzählte
- Das Mädchen und sein Engel
- Die drei Marien
- Die Geschichte eines verfolgten Mädchens
- Der Zauberer-Wettkampf
- Der Tote als Gast
- Die Fahrt in die Unterwelt

Die Märchen der Weltliteratur – Märchen aus der Karibik. Eugen Diederichs Verlag, Köln 1983, Felix Karlinger und Johannes Pögl (Hrsg. und Übers.).
- Wie die Welt belebt wurde
- Vom Sonnengott und den Mondmädchen
- Die zwölf Fragen und die zwölf Antworten
- Geschichte eines verfolgten Mädchens
- Die Mulattin und ihre Tiere
- Die geraubte Prinzessin

### Nicaragua
Die Märchen der Weltliteratur – Märchen aus der Karibik. Eugen Diederichs Verlag, Köln 1983, Felix Karlinger und Johannes Pögl (Hrsg. und Übers.).
- Die rettenden Ameisen
- Der Gang ins Totenreich

### Panama
Die Märchen der Weltliteratur – Märchen aus der Karibik. Eugen Diederichs Verlag, Köln 1983, Felix Karlinger und Johannes Pögl (Hrsg. und Übers.).
- Der Salzbaum
- Der Jaguar und das Feuer
- Der Pillendreher und die Spinne
- Der Krieg der Vögel
- Die ersten Tränen
- Warum der Mond ein fleckiges Gesicht hat

### Paraguay
Die Märchen der Weltliteratur – Märchen aus Argentinien und Paraguay. Eugen Diederichs Verlag, Köln 1987, Felix Karlinger und Johannes Pögl (Hrsg. und Übers.).
Zaubermärchen
- Die beiden Liebenden im Land, wo es Nacht ist

Mythische Ursprünge
- Die ersten Menschen und Sonne und Mond
- Die Milchstraße
- Die Sternenfrau
- Die Geliebte des Regengottes

Tiermärchen
- Puma und Grille

Legenden- und Sagenmärchen
- Die Reise mit einem Heiligen
- Die Frau mit den goldenen Händen
- Das Wesen mit dem feuerroten Haaren

### Peru
Märchen der Völker – Südamerika (Peru). Magnus Verlag, Essen, nacherzählt von Bodo von Petersdorf.
- Uiracocha
- Die große Flut
- Ursprung der Inka

### Puerto Rico
Die Märchen der Weltliteratur – Märchen aus der Karibik. Eugen Diederichs Verlag, Köln 1983, Felix Karlinger und Johannes Pögl (Hrsg. und Übers.).
- Die beiden Drachen
- Die Verlobte von San Guillermo

### St. Lucia
Die Märchen der Weltliteratur – Märchen aus der Karibik. Eugen Diederichs Verlag, Köln 1983, Felix Karlinger und Johannes Pögl (Hrsg. und Übers.).
- Der Hase bittet Gott um mehr Verstand

### St. Vincent
Die Märchen der Weltliteratur – Märchen aus der Karibik. Eugen Diederichs Verlag, Köln 1983, Felix Karlinger und Johannes Pögl (Hrsg. und Übers.).
- König Rufus spielt mit dem Teufel
- Die drei Brüder

### Suriname
Theodor Koch-Grünberg, Indianermärchen aus Südamerika, 1920.
- Epetembo (Kalinya)

### Trinidad
Die Märchen der Weltliteratur – Märchen aus der Karibik. Eugen Diederichs Verlag, Köln 1983, Felix Karlinger und Johannes Pögl (Hrsg. und Übers.).
- Der Hase macht den Tiger zu seinem Reitpferd
- Die Prinzessin, die Rätsel löste
- Der böswillige Bruder

### Venezuela
Theodor Koch-Grünberg, Indianermärchen aus Südamerika, 1920.
- Akalapischeima und die Sonne (Arekuna, auch Arekuná[11])
- Wie die Fischgifte in die Welt kamen (Arekuna)

Weitere Bücher
Die Märchen der Weltliteratur – Märchen aus der Karibik. Eugen Diederichs Verlag, Köln 1983, Felix Karlinger und Johannes Pögl (Hrsg. und Übers.).
- Ursprungsmythen
- Die Insel der Frauen und die Tabakpflanze
- Wie die Warrao auf die Erde kamen
- Warum der schwarze Jaguar die Leute tötet
- Die Geschichte vom heiligen Antonius
- Zweierlei Leben